# Ángelo Padilla
Ángelo Alfonso Padilla Barahona (Città del Guatemala, 5 marzo 1990) è un ex calciatore guatemalteco, di ruolo attaccante.

## Carriera

### Club
Ha giocato nella massima serie dei campionati guatemalteco e costaricano.